# 台灣胡麻花
台灣胡麻花（學名：Helonias umbellata）為百合科胡麻花屬的植物，又名「銳葉胡麻花」，為台灣特有種。喜歡生長在陰濕的山路邊坡，特色是叢生的根生葉、自葉基中央長出的花莖（約12－15公分）以及繖形花序的頂生花。

## 簡介
台灣胡麻花為多年生草本植物，根系長，地下走莖則短小不明顯。葉子為狹長卵圓形或倒披針形，簇生且光滑無毛，有明顯的葉背中肋。
花期在2到5月，約開5到9朵小花，而其花色會因環境的光照強度而有所變化，而變成白色、淡紅、淡紫、淡綠等顏色。會結卵圓形蒴果，成熟時為綠色，而在結果、將種子散播出去後，花莖與花會枯掉消失。

## 分布
臺灣北部、中部海拔700－1200公尺的潮濕山坡地。